# 丰希罗拉
丰希罗拉（西班牙語發音：[fweŋχiˈɾola]），是西班牙安达卢西亚自治区马拉加省的一个市镇。 总面积10平方公里，总人口77 397人（2013年），人口密度7463.6人/平方公里。